# Adam Seroczyński

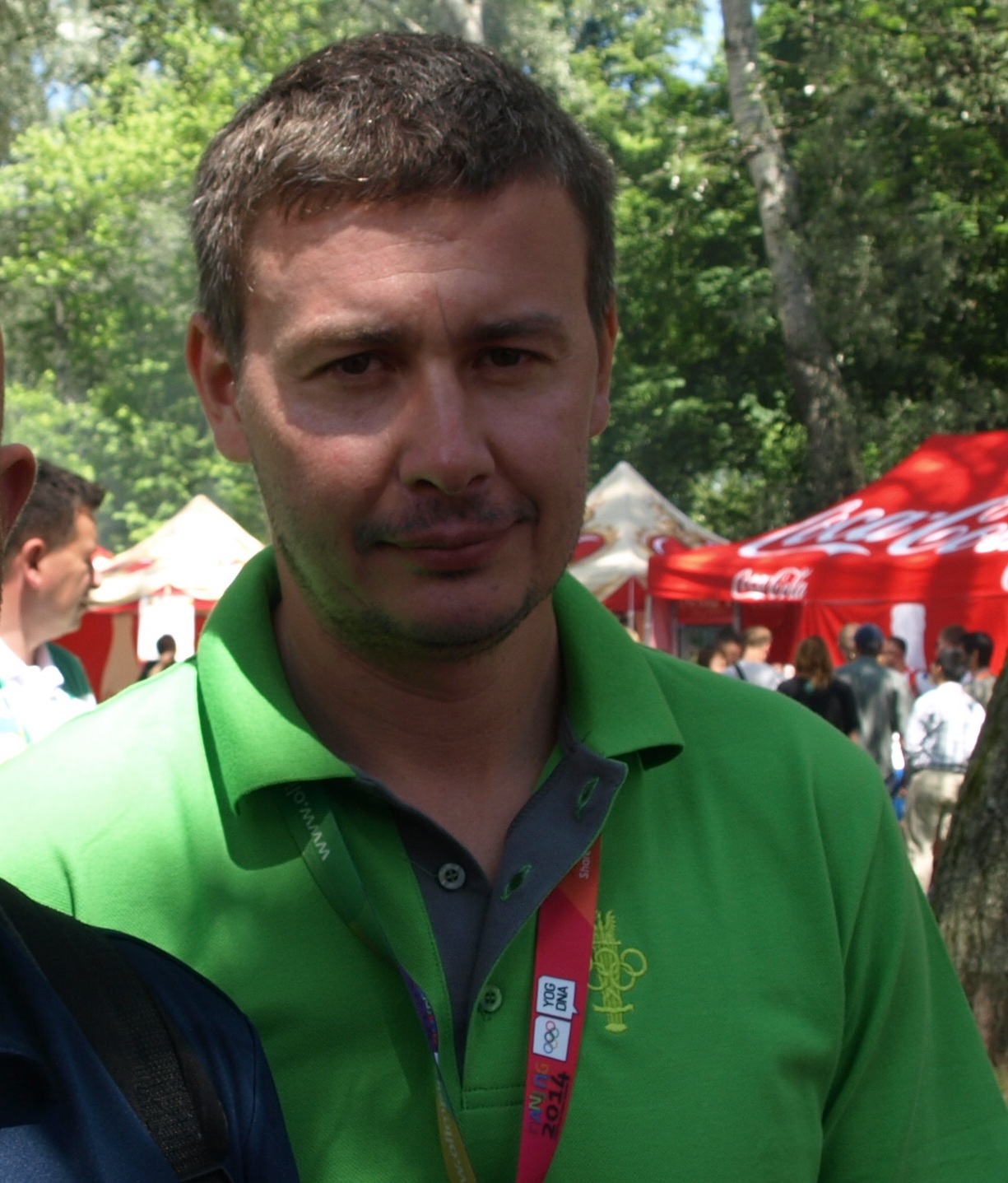
Adam Seroczyński (2014)

Adam Dariusz Seroczyński (* 13. März 1974 in Olsztyn) ist ein ehemaliger polnischer Kanute.
Er gewann bei den Europameisterschaften 1997 im Vierer-Kajak über 1000 m mit Marek Witkowski, Grzegorz Kaleta und Piotr Markiewicz die Bronzemedaille. Bei den Weltmeisterschaften im selben Jahr erreichten die Polen den vierten Platz. 1999 gewann Seroczyński mit Marek Witkowski, Grzegorz Kotowicz und Dariusz Białkowski bei den Europameisterschaften Gold und landete bei den Weltmeisterschaften wieder auf dem vierten Platz. Bei den Olympischen Spielen 2000 in Sydney gewann Seroczyński mit dem polnischen Vierer-Kajak die Bronzemedaille.
2002 wechselte er in den Einer-Kajak und gewann bei den Europameisterschaften Silber und bei den Weltmeisterschaften Bronze. Bei den Olympischen Spielen 2004 in Athen war er wieder im K4 und erreichte mit Tomasz Mendelski, Rafał Głażewski und Dariusz Białkowski den achten Platz. 2006 gewann Seroczyński bei den Weltmeisterschaften im Zweier-Kajak mit Tomasz Górski die Bronzemedaille. 2007 wurde er mit Mariusz Kujawski Vize-Weltmeister. Bei den Olympischen Spielen 2008 in Peking erreichten die beiden den vierten Platz. Allerdings wurde Seroczyński bei der Dopingkontrolle positiv auf Clenbuterol getestet und für zwei Jahre gesperrt.